# Horizontal Falls

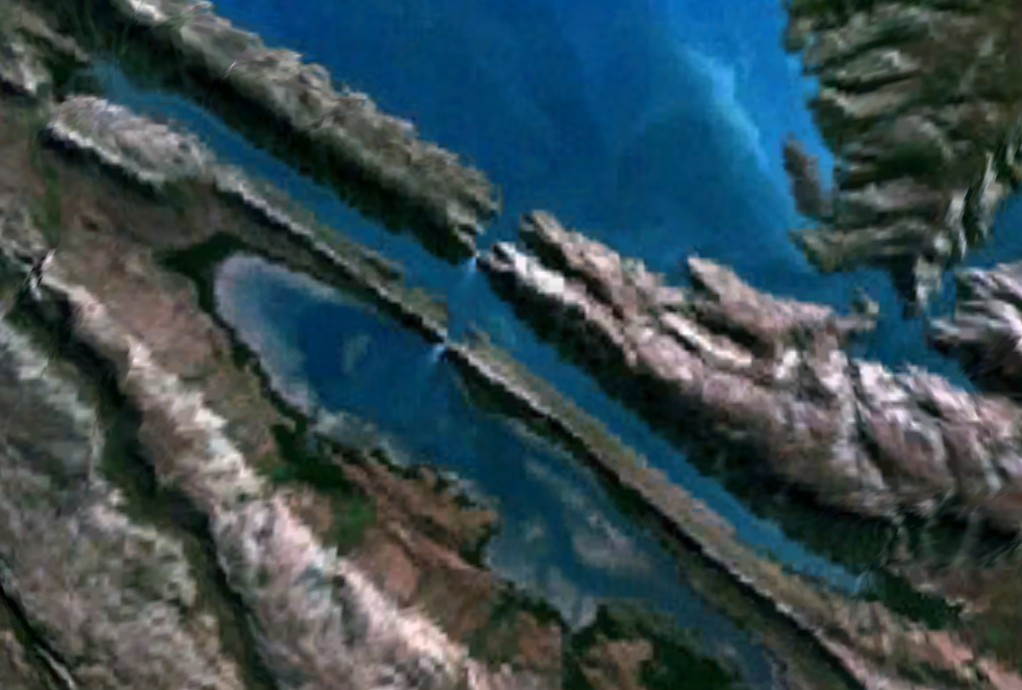
Horizontal Falls, NASA World Wind Satellitenaufnahme

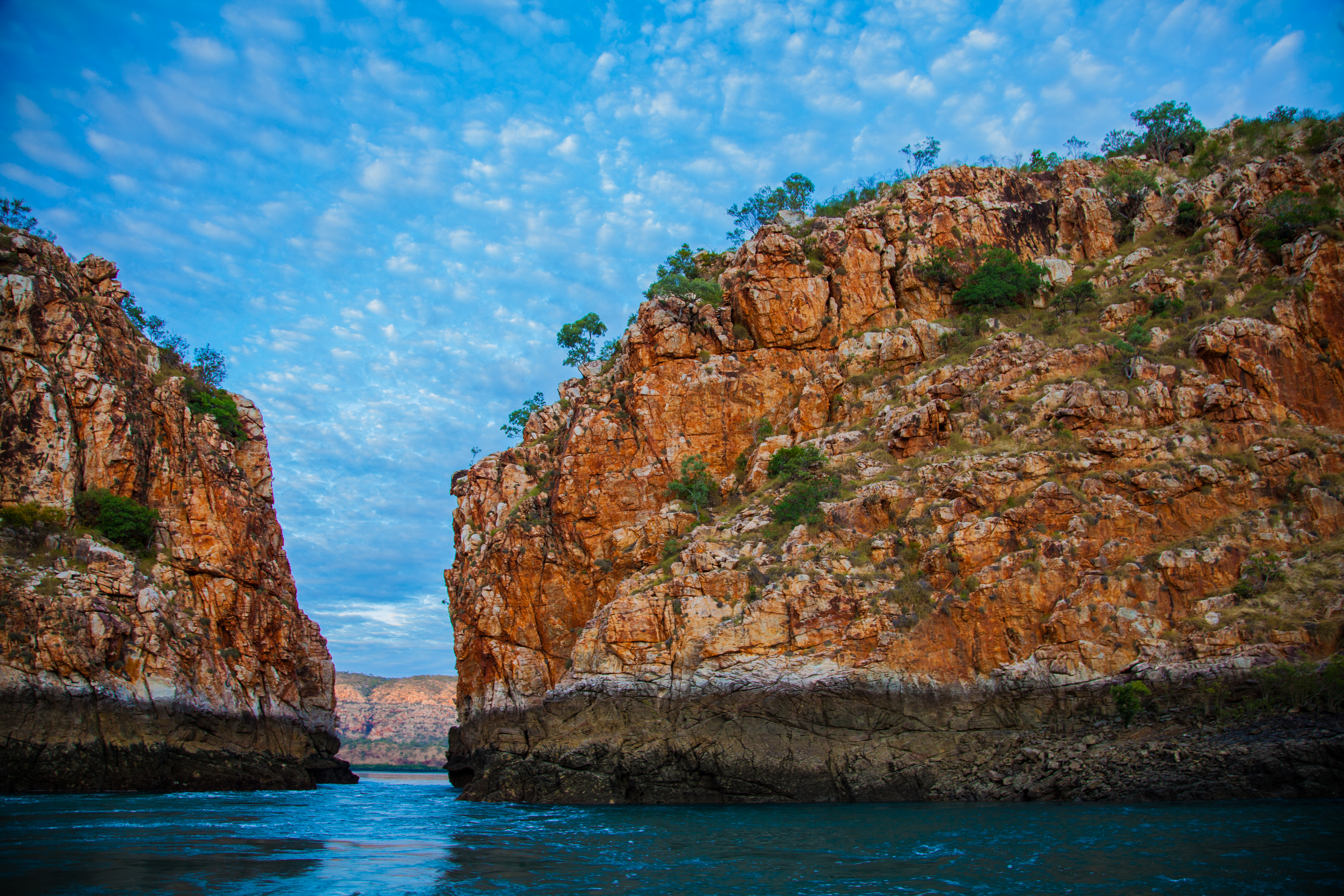

Die Horizontal Falls sind zwei gezeitenabhängige, wasserfallähnliche Ausgleichströmungen in der Talbot Bay in der westaustralischen Kimberley-Region.
Obwohl das der Name zunächst vermuten lässt, handelt es sich bei den Horizontal Falls nicht um Wasserfälle, sondern lediglich um schmale Abflüsse von Seitenbuchten der den Gezeiten unterworfenen Talbot Bay.
Die Fließrichtung ist abhängig von der jeweiligen Tidenphase. Während des Gezeitenwechsels drängen sich ungeheure Wassermassen mit hoher Geschwindigkeit durch die beiden schmalen Meerengen. Da der Abfluss wegen des geringen Querschnitts verzögert wird, haben die beiden Becken und die Bay abhängig von der jeweiligen Tidenphase einen unterschiedlichen Wasserstand, der Ursache der Ausgleichsströmung ist. Zusammen mit den Strömungseffekten entsteht so der Eindruck eines Wasserfalls.